# Salvatierra de los Barros
Salvatierra de los Barros là một đô thị trong tỉnh Badajoz, Extremadura, Tây Ban Nha. Dân số 1.866 người và diện tích 75 km².